# Magdalenasnårsparv
Magdalenasnårsparv (Atlapetes fuscoolivaceus) är en fågel i familjen amerikanska sparvar inom ordningen tättingar.

## Utbredning och systematik
Fågeln förekommer enbart i Anderna i Colombia. Den behandlas som monotypisk, det vill säga att den inte delas in i några underarter.

## Status
IUCN kategoriserar arten som nära hotad.

## Namn
Magdalena är en flod och dalgång i colombianska Anderna.